# أحكام العرب (فلم)
أحكام العرب فيلم مصري تم إنتاجه عام 1947، من تأليف بيرم التونسي ومحمد الكحلاوي وإبراهيم عمارة، إخراج إبراهيم عمارة وبطولة محمد الكحلاوي وأمينة رزق وزوزو نبيل.

## قصة الفيلم
يستعرض الفيلم ما تصنعه الفوارق الجوهرية في أخلاق وسلوكيات وطباع أخوين من خلال قصة شقيقين يموت أبوهما ليترك لهما أرضًا. أحدهم دمث الخلق محبًا للخير طيبًا والآخر أنانى يعشق ذاته ومحبًا للمال. يحاول الأخ الطيب أن يتجنب الخصام مع أخيه فيتنازل عن حقوقه في أرض والده مما أسعد الأخ الآخر وأعطاه فرصة الاستيلاء على الأرض كلها ليعيش في نعيم ورغد ويقاسى الآخر من الفقر والحاجة، إلا أن عدل السماء يتدخل حين يرعى الأخ الشرير عداواته مع الآخرين بسبب المال الذي لم يوفر له السعادة يومًا. بل وفر له القلق والخوف من ضياعه، حين يستغل أعداؤه ظلام الليل لينتقموا منه ويتسللون إلى منزله ليسرقونه ثم يقتلونه لتؤل الأرض كلها إلى الأخ الطيب أخيرًا لينعم بها بفضل أخلاقه وعدم طمعه فيها.

## فريق العمل
إخراج:
- إبراهيم عمارة

تأليف:
- بيرم التونسي
- محمد الكحلاوي
- إبراهيم عمارة

إنتاج: أفلام الكحلاوي
طاقم العمل:
- محمد الكحلاوي
- أمينة رزق
- زوزو نبيل
- سراج منير
- علي الكسار
- عباس فارس
- ميمي شكيب

## روابط خارجية
- مقالات تستعمل روابط فنية بلا صلة مع ويكي بيانات